# Strengelspoor

Schematische weergave van een strengelspoor.

Strengelspoor is dubbelspoor waarbij de rails in elkaar verstrengeld zijn, zodat het slechts iets meer ruimte in beslag neemt dan enkelspoor. De linker rails en de rechter rails van de sporen liggen bijna tegen elkaar aan. Strengelspoor wordt bijvoorbeeld toegepast bij tramlijnen in smalle straten, waar geen ruimte is voor gewoon dubbelspoor.
Het voordeel van strengelspoor boven enkelspoor is dat er geen (storingsgevoelige) wissels nodig zijn. Hierdoor is het ook niet mogelijk dat bij het verlaten van de versmalling men per ongeluk op het verkeerde spoor terechtkomt. Het nadeel ten opzichte van gewoon dubbelspoor is dat railvoertuigen elkaar niet kunnen passeren — de capaciteit is dus gelijk aan enkelspoor. Ook is het niet mogelijk voor tweerichtingsvoertuigen om hier te keren, wat op enkelspoor wel mogelijk is.

## Toepassingen

### Nederland

#### Amsterdam

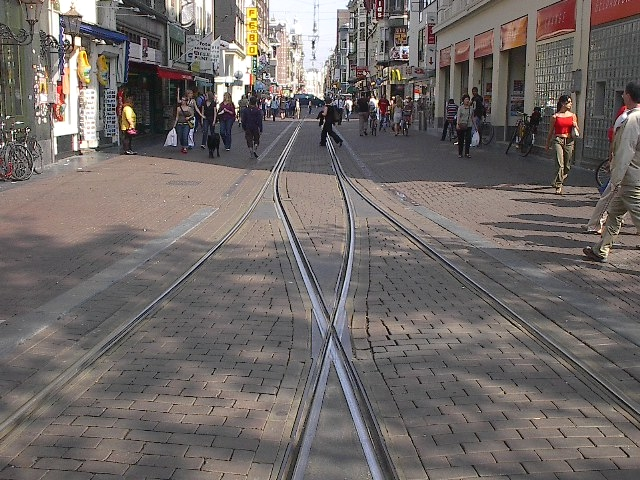
Strengelspoor in de Leidsestraat in Amsterdam

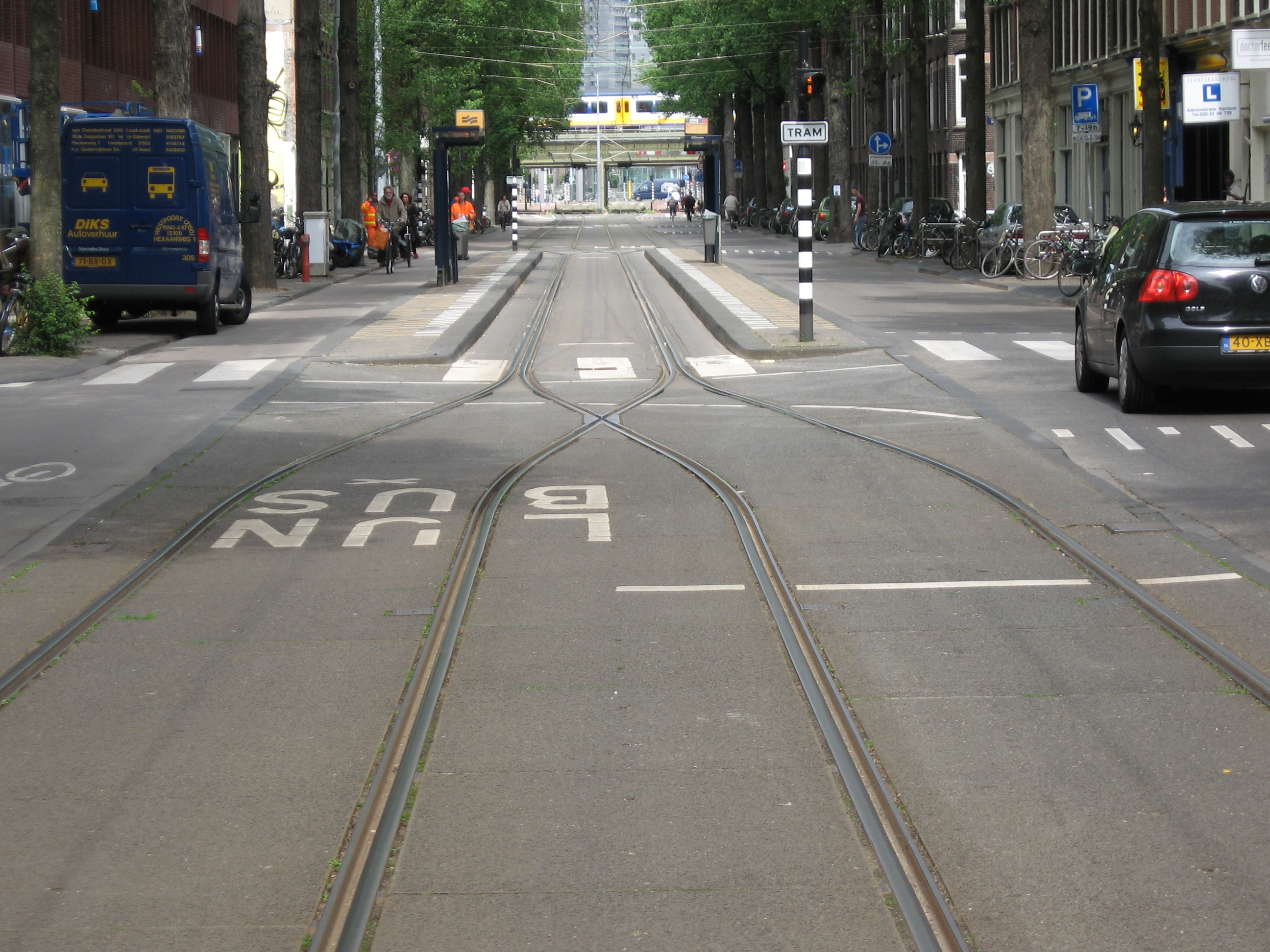
Kort stukje strengelspoor bij de halte Eerste Leeghwaterstraat in de Czaar Peterstraat in Amsterdam.

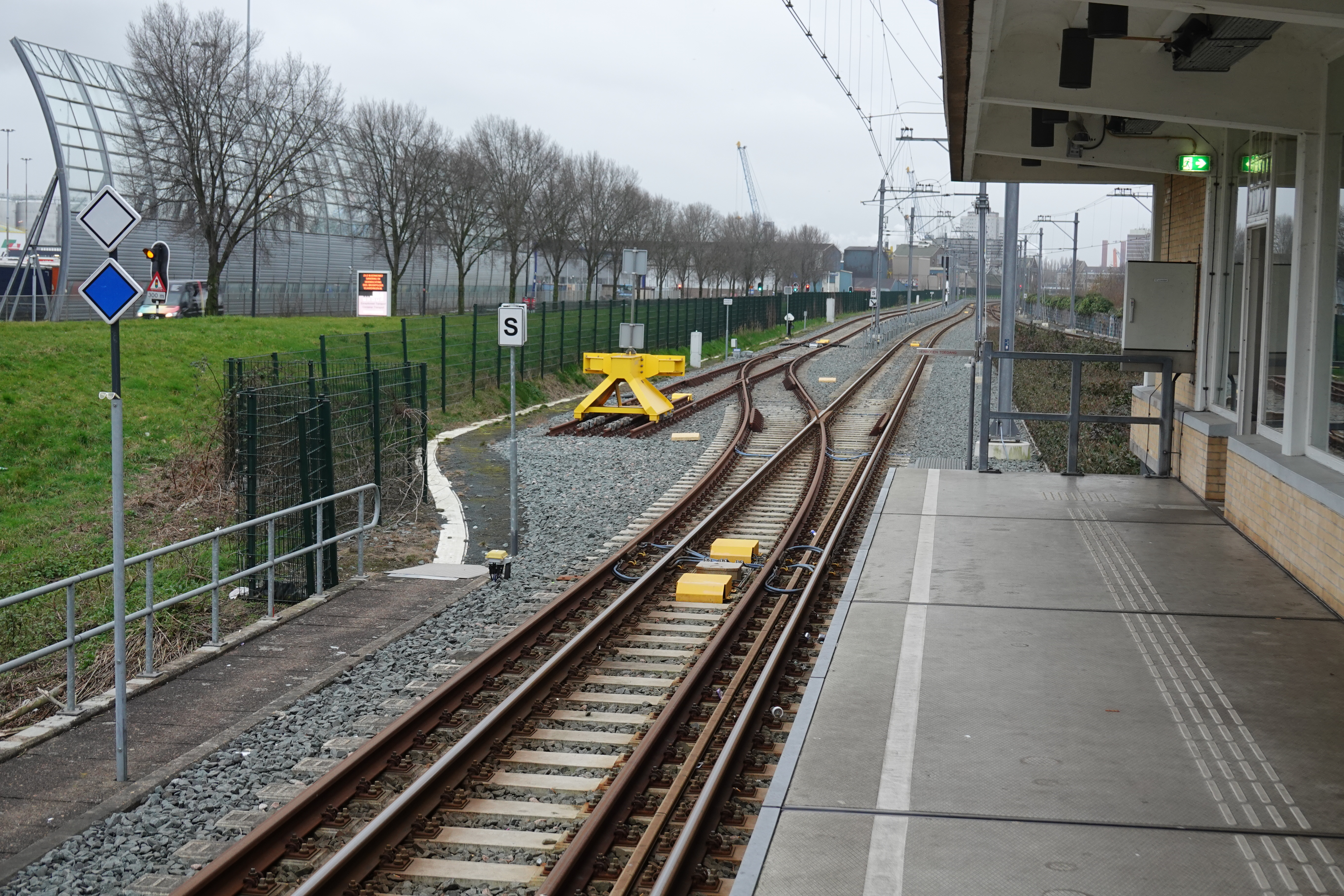
Goederenaansluiting Vlaardingen Oost met strengelspoor; 18 februari 2023.

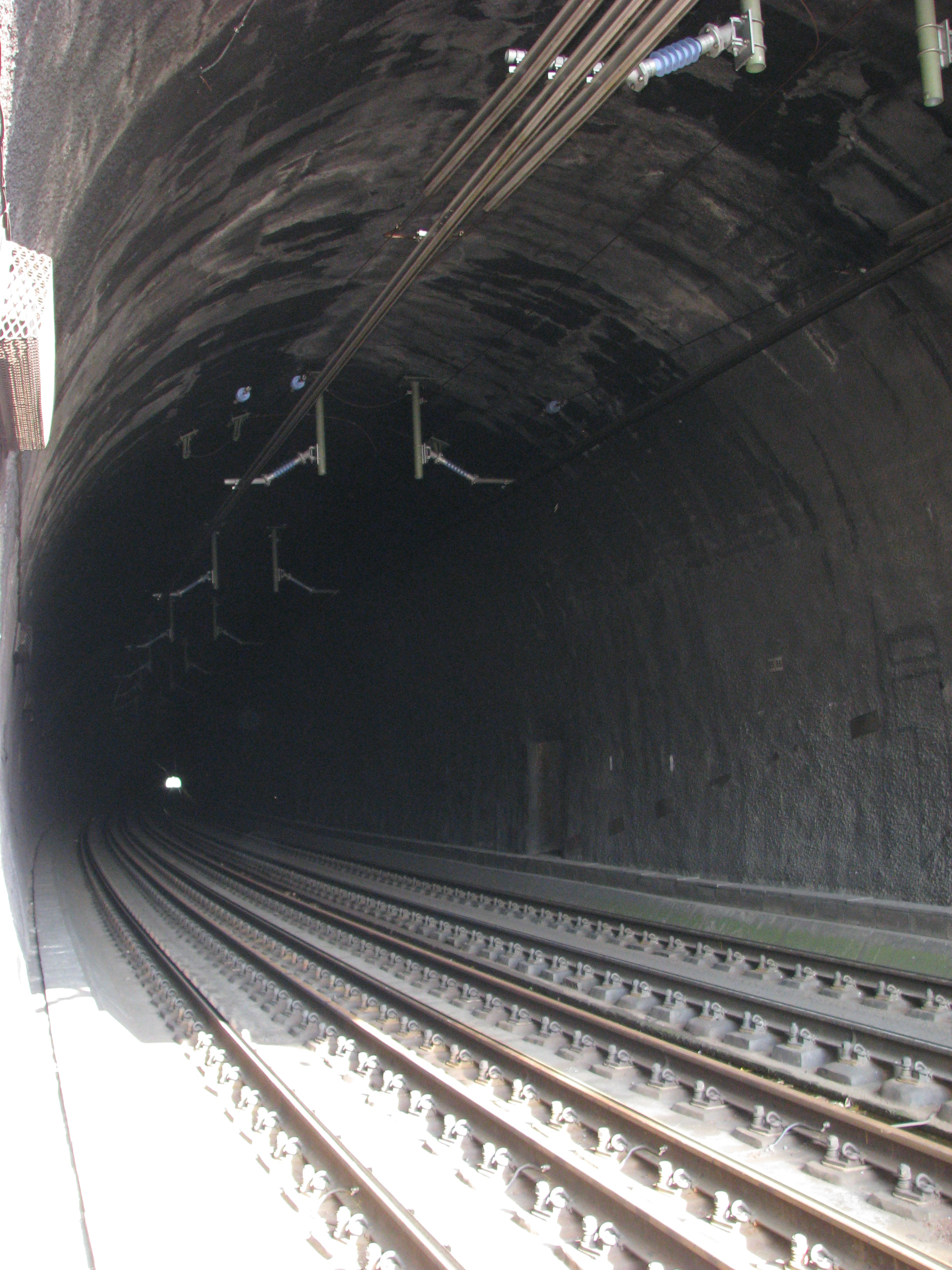
In de Gemmenichertunnel is een middenspoor aanwezig voor treinen die het omgrenzingsprofiel overschrijden.

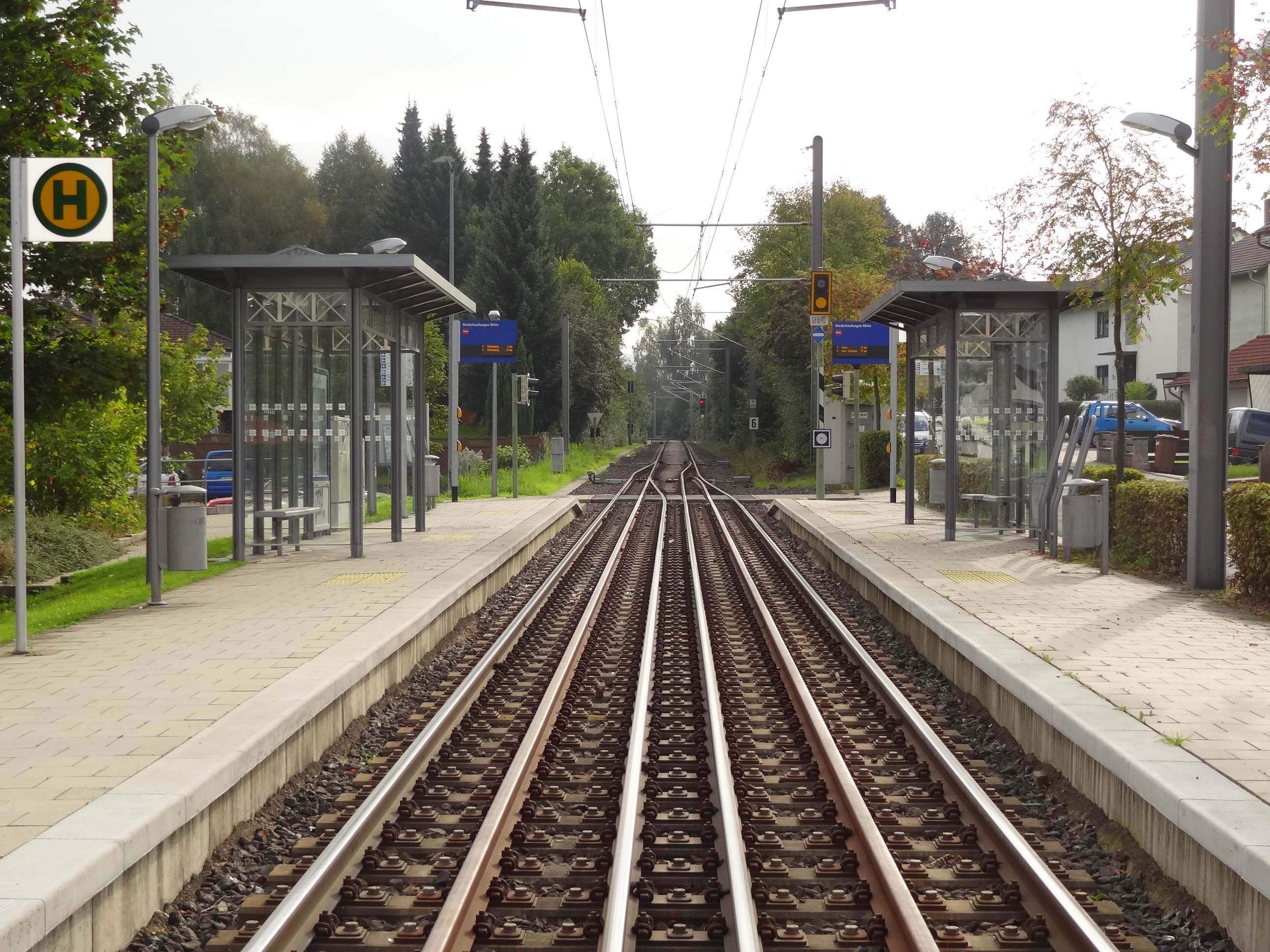
Halte Niederkaufungen Mitte nabij Kassel.

In Amsterdam is strengelspoor te vinden in de Leidsestraat (tramlijnen 2 en 12), in de Amstelstraat (tramlijn 14) en in de Czaar Peterstraat (tramlijn 7). Op deze laatste locatie werd het strengelspoor alleen toegepast bij de halte Eerste Leeghwaterstraat, dit om binnen de beperkte breedte die deze straat biedt toch een halte te creëren voor beide richtingen. Voor dit compromis werd gekozen om de monumentale bomen ter plaatse te kunnen behouden.
Daarnaast was op sommige plaatsen strengelspoor als voorsorteerspoor aanwezig zoals op de Dam voor tramlijn 14 en de Kamperbrug voor tramlijn 26. Bepaalde tijd was er ook strengelspoor onder het spoorviaduct bij de Planciusstraat en op de tijdelijke hulpbrug (2009-2012) naast de Hogesluis (brug nr. 246) over de Amstel.
De stukjes enkelspoor in de Utrechtsestraat en Ferdinand Bolstraat zijn daarentegen geen strengelspoor, hier wordt met wissels gewerkt.

#### Den Haag
Ten tijde van de aanleg van de Tramtunnel Grote Markt (TTGM) heeft in de Grote Marktstraat een kort stuk strengelspoor gelegen.

#### Aerdenhout
Van 1928 tot 1957 lag op het Tramviaduct Aerdenhout strengelspoor bij de Tramlijn Amsterdam - Haarlem - Zandvoort.

#### Leiden
Op de Blauwpoortsbrug in Leiden bevond zich van 1923 tot 1961 strengelspoor, omdat men wissels in het brugdek wilde vermijden bij de splitsing van de routes van de Blauwe Tram van de NZH en de Gele Tram van de HTM. Daarom lagen de wissels al in de Steenstraat, aan één zijde van de brug, en gingen de trams pas aan de andere zijde uiteen, na de brug over strengelspoor te zijn gepasseerd. Ook in omgekeerde richting werd op de dubbelsporige brug strengelspoor toegepast. In de Schoolstraat in Voorschoten en onder station Leidschendam-Voorburg had de Blauwe tram ook strengelspoor. 
In Leiden was strengelspoor op enkele plaatsen een optie in het niet uitgevoerde tracé van de RijnGouwelijn, waarvoor in het eerste decennium van de 21e eeuw plannen bestonden. De provincie wenste een route door de binnenstad, maar sommige straten en bochten boden zo weinig ruimte dat dubbelspoor niet mogelijk was of te veel onveilige situaties zou opleveren. Dat was bijvoorbeeld het geval in de Breestraat, die een winkelpromenade zou moeten worden.

#### Groningen
In Groningen werd bij de plannen voor de Regiotram gedacht aan de toepassing van strengelspoor in het smalste gedeelte van de Oosterstraat.

#### Vlaardingen
Het goederenspoor naar de Vulcaanhaven in Vlaardingen valt gedeeltelijk samen met de Hoekse Lijn, sinds 2019 lijn B van de Rotterdamse metro. Bij de stations Vlaardingen Oost en Schiedam Nieuwland ligt strengelspoor. De metrorijtuigen rijden vlak langs de perrons, maar de goederentreinen zijn breder en moeten dus meer afstand houden van de perrons. Alleen het zuidelijke spoor van de dubbelsporige Hoekse Lijn wordt hiervoor gebruikt.

### België

#### Jamioulx
Op het traject van de dubbelsporige spoorlijn 132 ligt de spoortunnel van Jamioulx. Omdat de tunnel te smal is voor dubbelspoor, ligt er strengelspoor in de tunnel.

#### Gemmenich
In de Gemmenichertunnel (spoorlijn 24) is een strengelspoor aangelegd voor treinen met een overschrijding van het omgrenzingsprofiel. 

#### Overboelare
In Overboelare, een deelgemeente van het Belgische Geraardsbergen, was tot 2016 een strengelspoor door de tunnel van Overboelare waar spoorlijn 123 loopt, het strengelspoor werd in de zomer van 2016 vervangen door een enkelspoor met wissels aan beide uiteinden van de tunnel.

#### Charleroi
Op het metronet van Charleroi is een strengelspoor tussen de haltes Dampremy en Providence op lijn M1/M2. Dit omwille van het brughoofd van de spoorlijn 260. De spoorlijn en brug zijn inmiddels uitgebroken, maar het strengelspoor is nog aanwezig.

### Duitsland

#### Kassel
Op het tramnet van Kassel is er bij de halte Niederkaufungen Mitte een wel zeer bijzondere toepassing van strengelspoor. Op een enkelsporige spoorlijn rijden lagevloertrams. De weinige goederentreinen die er nog rijden hebben een veel breder omgrenzingsprofiel dan de tramvoertuigen. De goederenwagens zouden dan ook boven de halteperrons uitsteken. Met wissels en strengelspoor worden de goederentreinen verder van het perron afgehouden dan de tramvoertuigen. Een soortgelijke constructie wordt toegepast op de Hoekse Lijn te Vlaardingen Oost.

### Canada

#### Montreal
Een strengelspoor tussen Montreal en Laval op de Bordeaux Railway Bridge van de Canadian Pacific Railway. Er is geen ruimte voor een dubbelspoor op de brug.

## Strengelspoor in literatuur
- Het strengelspoor van de tramlijn Leiden - Scheveningen (de Blauwe Tram) in Voorschoten (Schoolstraat, 1924-1962) wordt beschreven in de roman De donkere kamer van Damokles uit 1958 van W.F. Hermans en is te zien in de daarop gebaseerde speelfilm Als twee druppels water van Fons Rademakers.

## Foto’s

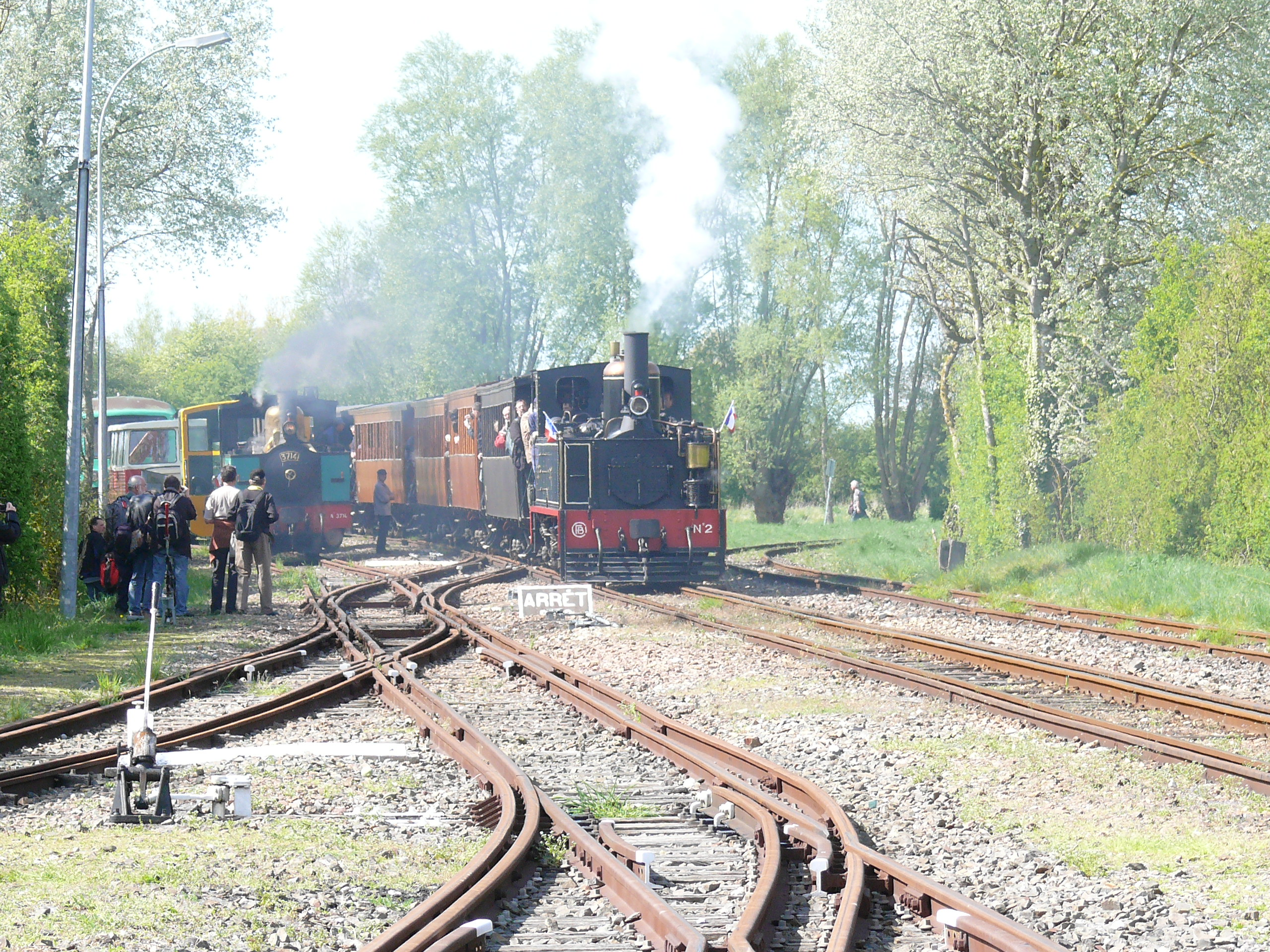
Strengelspoor van meterspoor en normaalspoor te Noyelles aan Chemin de Fer de la baie de Somme.
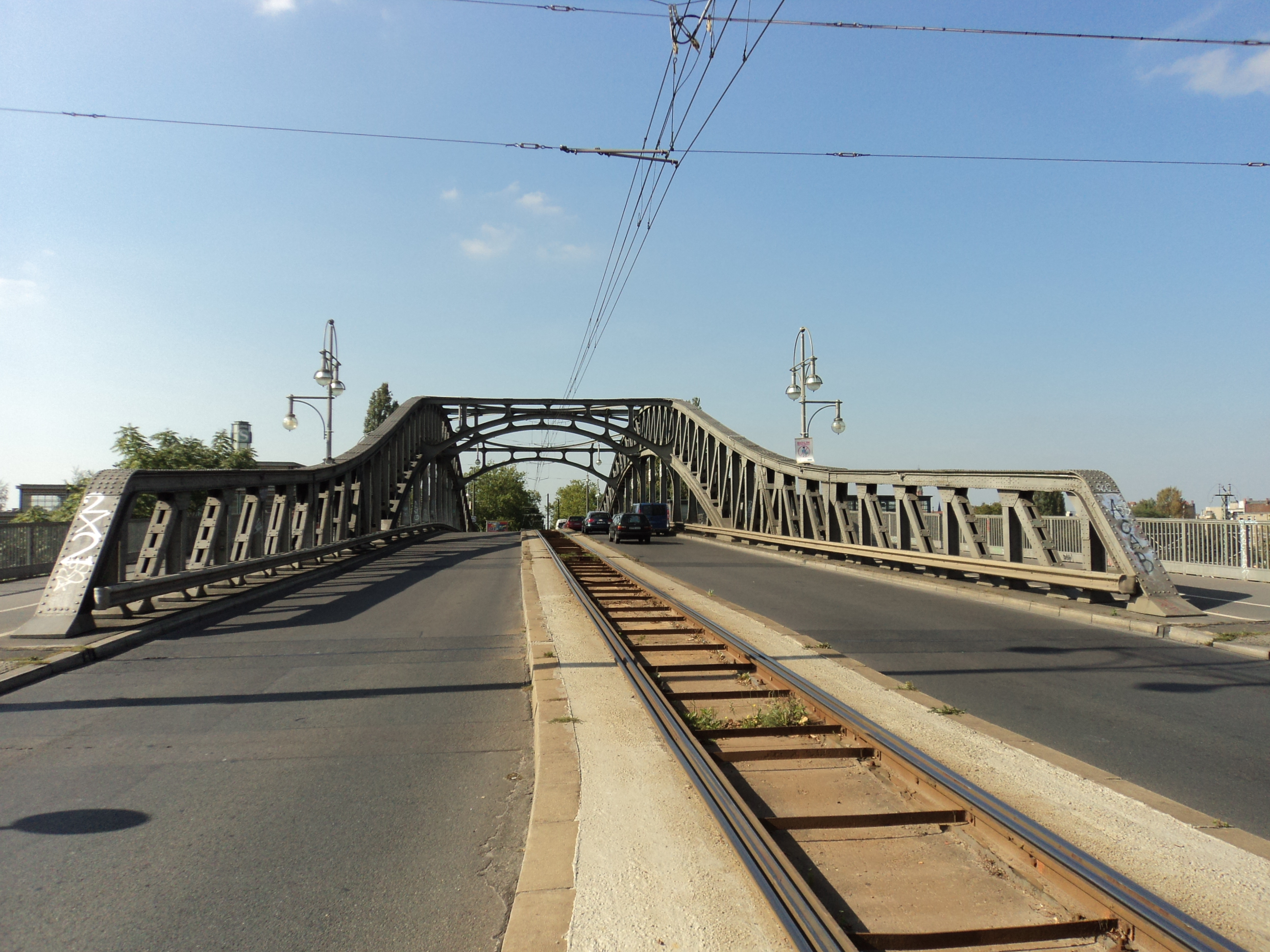
Strengelspoor op de Bösebrücke in de Bornholmer Strasse te Berlijn.
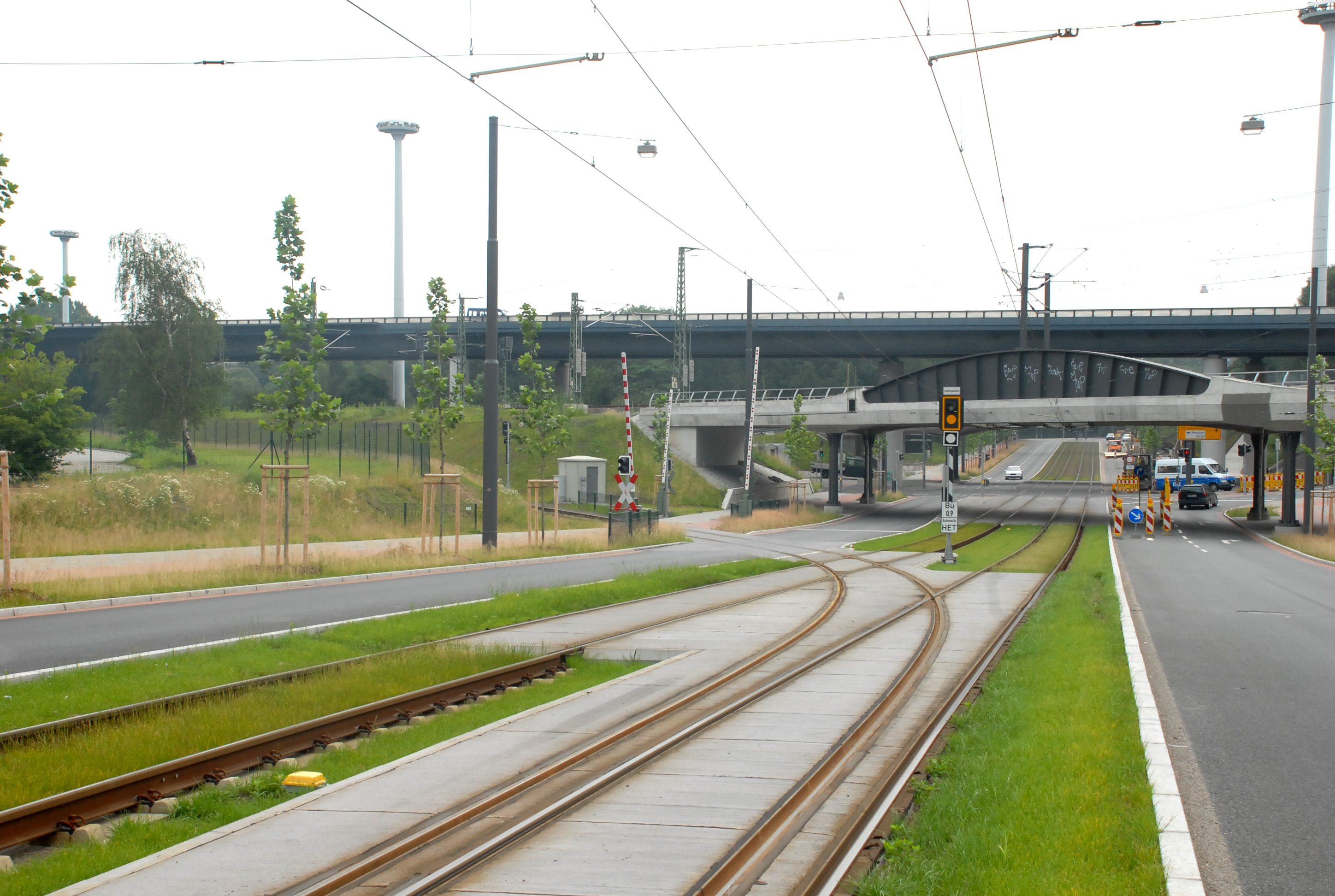
Tram- en goederenspoor vormen een strengelspoor in het havengebied van Bremen.
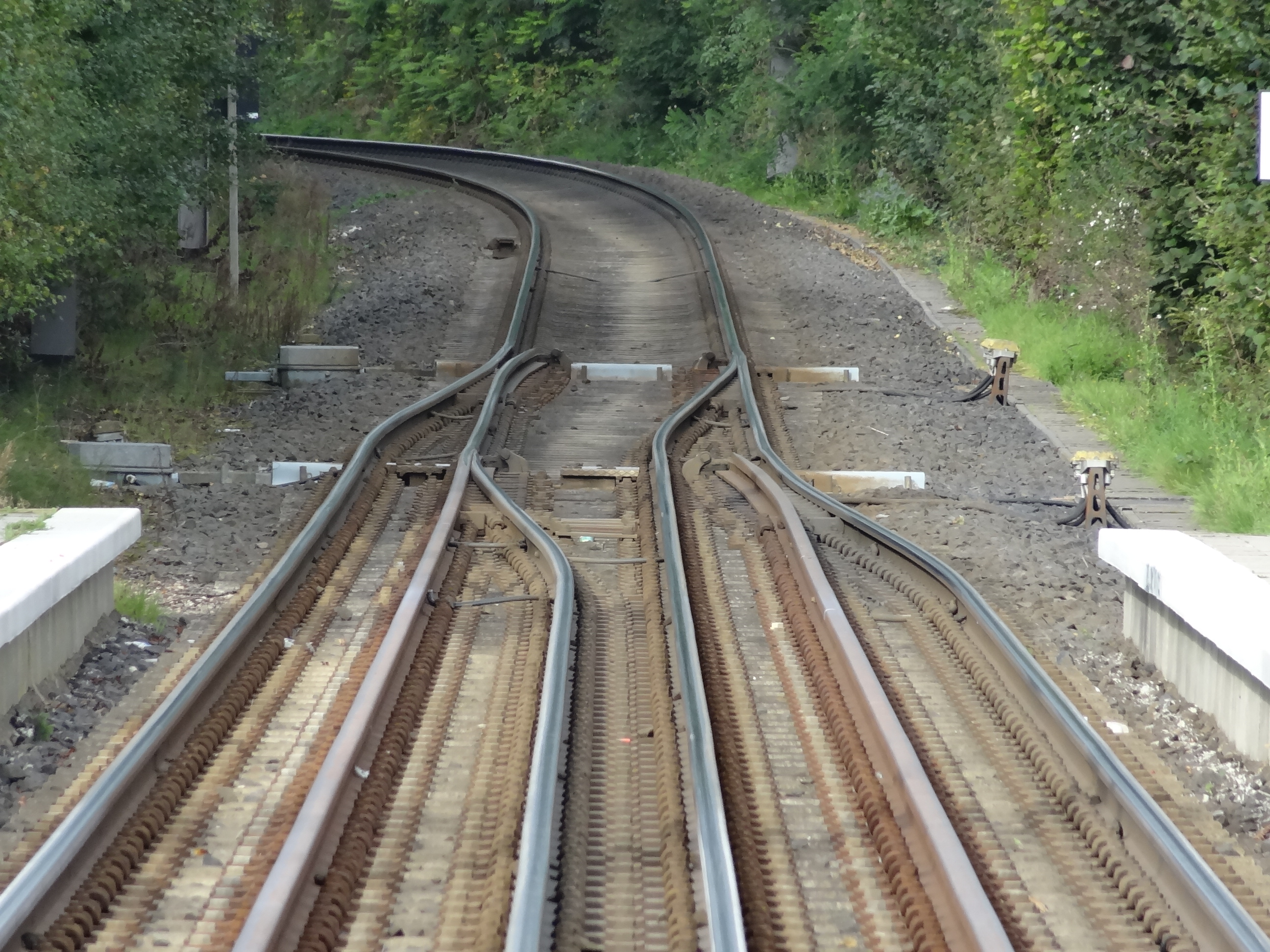
Halte Niederkaufungen Mitte nabij Kassel met twee vertakkingen naar links en naar rechts.
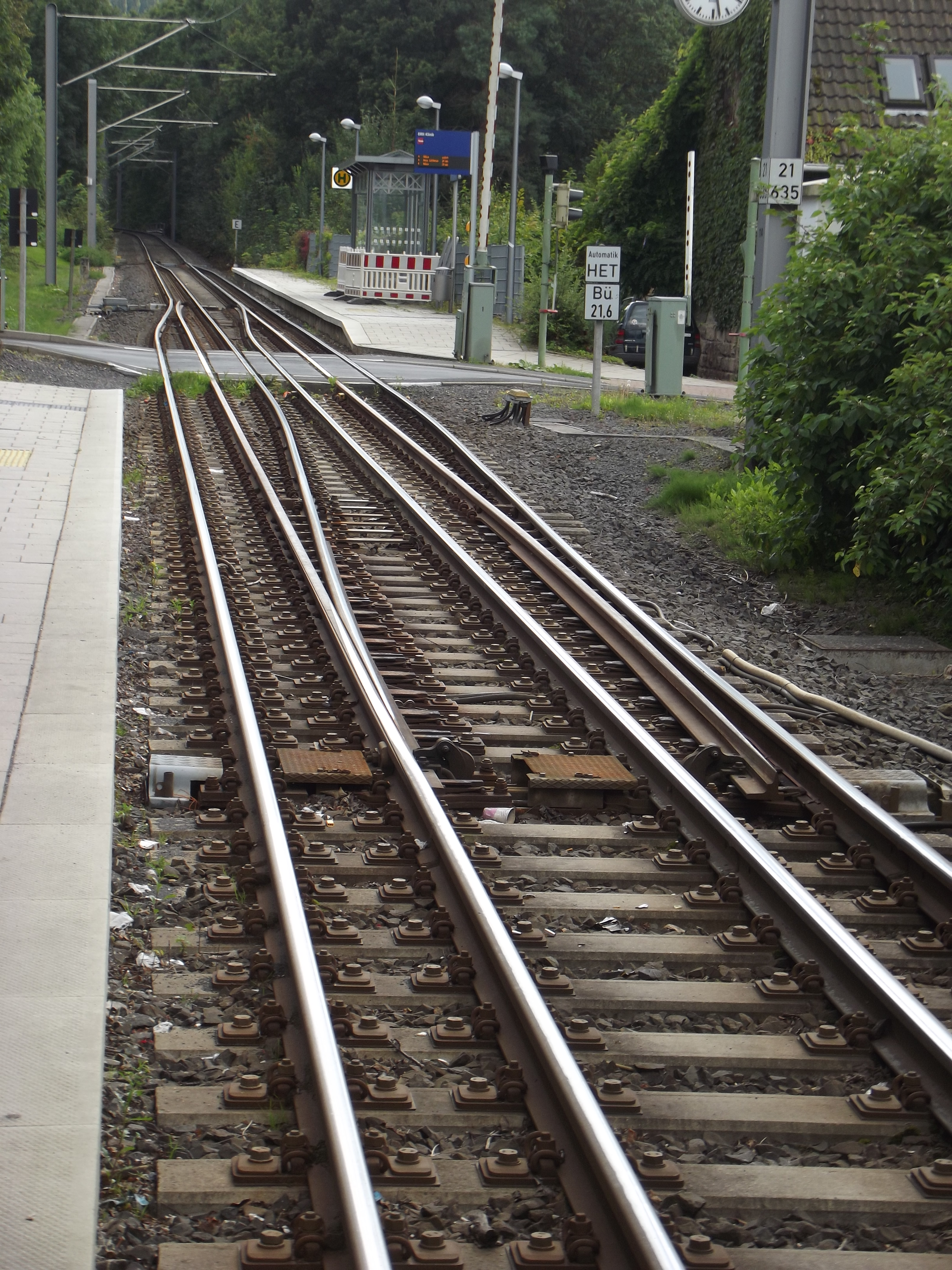
Een ingewikkelde railconstructie in Kassel om de tram dichter bij de perronrand te brengen. Een goederentrein, die niet stopt en die breder is dan een tram, neemt het rechtdoorgaande spoor.
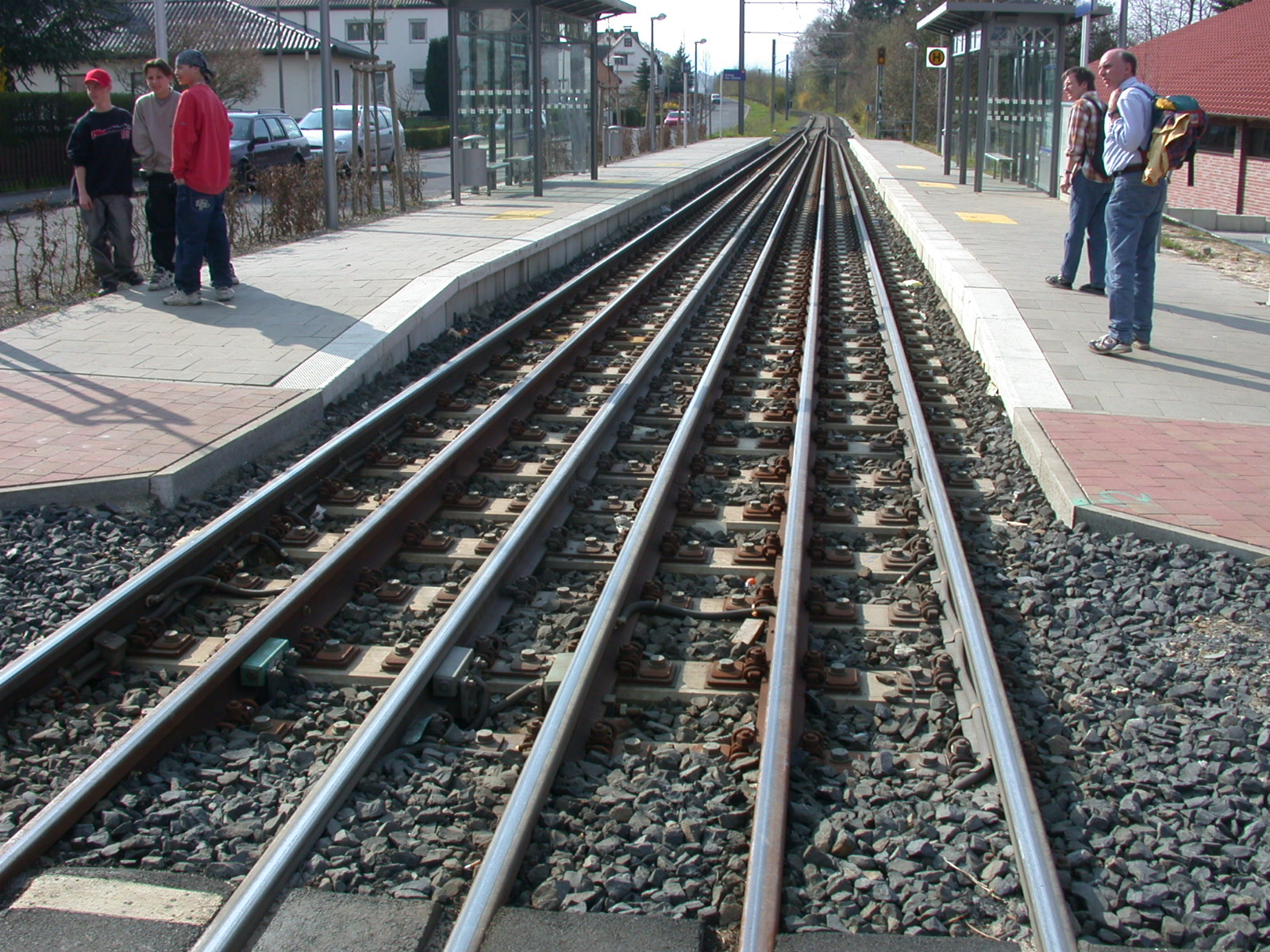
Hetzelfde, met perrons aan beide kanten. Van links naar rechts: rail 1 en 4: tramspoor perron links: rail 2 en 5; doorgaande goederenspoor; rail 3 en 6; tramspoor perron rechts. Trams kunnen hier elkaar niet kruisen. De tramsporen overlappen elkaar.
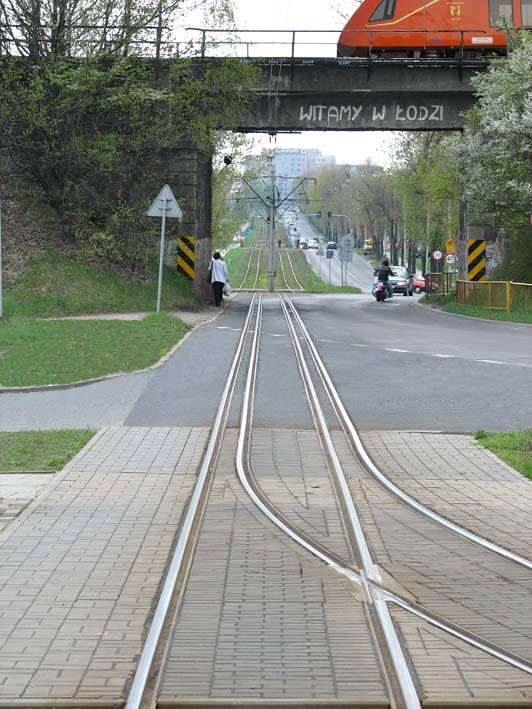
Strengelspoor te Łódź.
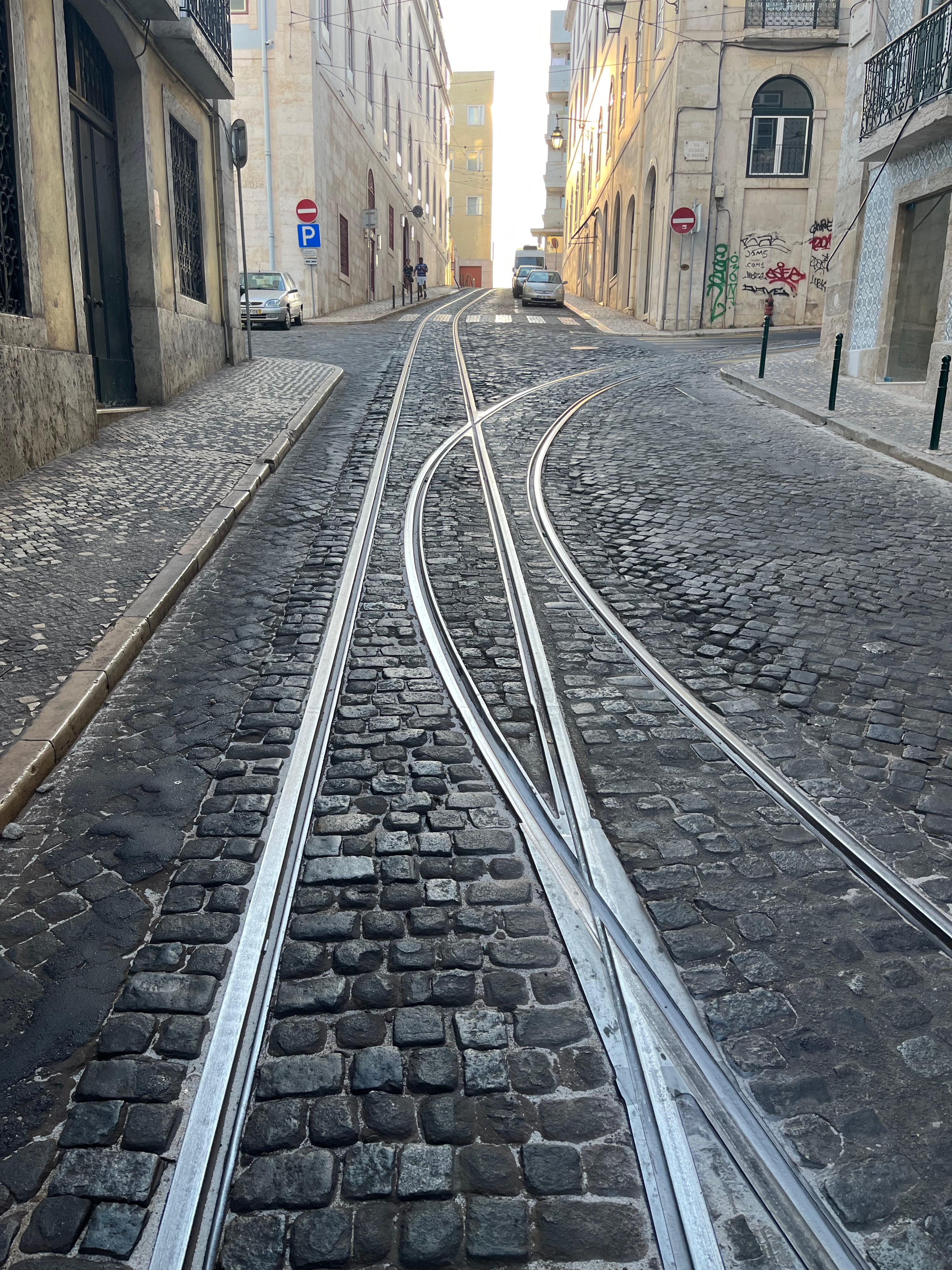
Tramspoor in scherpe bocht gestrengeld met doorgaand spoor te Lissabon.
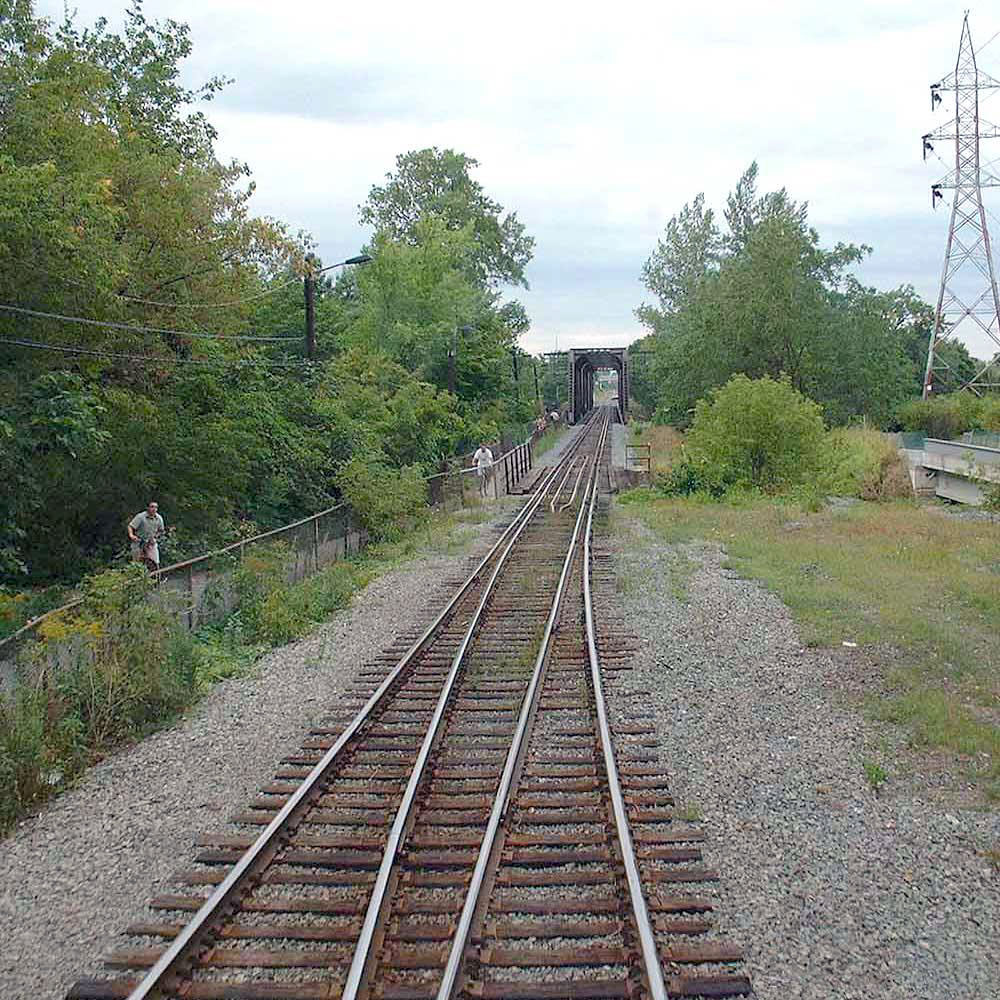
Canadian Pacific Railway bij de Bordeaux Railway Bridge.